# Opera poetică a lui Mihai Eminescu
Opera poetică a lui Mihai Eminescu. Alături de volumele cuprinzând traduceri din limbi străine, piese de teatru, încercări beletristice, un rol important îl au edițiile cu versuri (antume și postume). Poeziile au fost publicate in revista “Familia”.

## Cronologie
Pe data de 24 ianuarie 1866, moare Aron Pumnul, profesorul său de literatură la Colegiul din Cernăuți unde învăța elevul Mihai. Cu această împrejurare șapte gimnaziști tipăresc o broșură cu Lăcrimioare... la mormântul prea-iubitului lor profesoriu. A doua dintre aceste poezii este semnată: M. Eminoviciu, privatist. 
Pe 25 februarie/9 martie revista Familia din Pesta îi publică poezia De-aș avea. Iosif Vulcan, directorul revistei, i-a schimbat însă numele din Eminovici în Eminescu, nume pe care poetul l-a adoptat imediat și pentru totdeauna. 
Pe 15/27 mai - I se publică poezia O călărire în zori, pe 16/29 iulie revista Familia îi publică poezia Din străinătate, iar pe 14/26 august apare poezia La Bucovina, în revista Familia, unde mai apar alte poezii, în 11/23 septembrie, poezia Speranța, iar pe 16/28 octombrie, Misterele nopții.
În lunile octombrie - noiembrie în cinci numere consecutive aceeași revistă îi publică nuvela Lanțul de aur, tradusă după Onkel Adam, scriitor suedez.
Pe 2/14 aprilie 1867 apare una din cele mai cunoscute poezii de tinerețe Ce-ți doresc eu ție, dulce Românie în revista Familia.
În data de 18/30 iunie Apare poezia La Heliade.
În anul 1869, 31 ianuarie/12 februarie - Revista Familia continuă să-i publice poezii - Junii corupți. 
Pe 11 aprilie - Apare în Familia poezia La moartea principelui Știrbey
Din 1870 datează primele sale încercări publicistice, astfel în 7/19 1870 și 9/21 ianuarie publică în gazeta Albina care apărea în limba română la Budapesta articolul O scriere critică, în care ia va lua apărarea lui Aron Pumnul împotriva unei broșuri a lui D. Petrino din Cernăuți. Publicistul va 
trece la situația politică a românilor și a altor naționalități conlocuitoare din Austro-Ungaria publicând, sub pseudonimul Varro, în Federațiunea din Pesta, trei articole, strâns legate între ele, pentru care a fost citat de procurorul public din Pesta: Să facem un congres (5/17 aprilie), În unire e tăria (10/22 aprilie) și Echilibrul (22 aprilie/4 mai și 29 aprilie/11 mai)

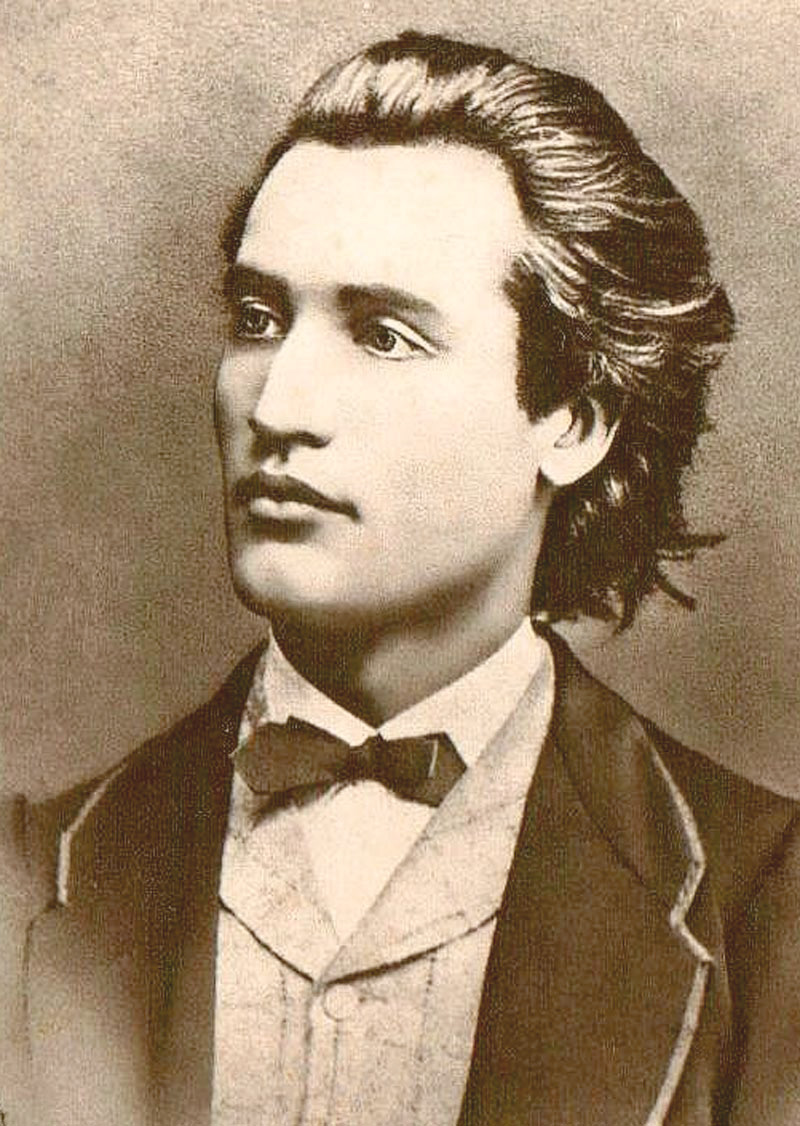
Mihai Eminescu.

În luna martie 1870, alături de Nicolae Teclu, președinte, Eminescu, în calitate de secretar al comitetului de organizare a aniversării mănăstiriii Putna, semnează un apel pentru strângerea de fonduri în vederea serbării de la Putna.
În 15 aprilie poetul va publică în Convorbiri literare din Iași poezia Venere și Madonă, analizată de Titu Maiorescu în studiul său, Direcția în poezia și proza română, 1872.
Pe data de 17 iunie îi scria lui Iacob Negruzzi, redactorul revistei Convorbiri literare, lămurindu-i ideea fundamentală din Epigonii.
În 15 august publică Convorbiri literare din Iași poezia Epigonii.
În 4/16 septembrie îi va scrie din nou o scrisoare lui Iacob Negruzzi rugându-l sa publice în Convorbiri literare notița ce-i trimite, asupra proiectatei întruniri la mormântul lui Ștefan cel Mare la Putna. Tot atunci trimite povestea Făt-Frumos din lacrimă, care se tipărește în Convorbiri literare, în numerele de la 1 si 15 noiembrie.
În 1871, dintre numeroasele proiecte literare, în acest an probabil ia o formă inițială Proletarul, sub impresia lecturilor poetului despre evenimentele Comunei din Paris. Poemul va fi continuat și desăvârșit în anii următori. El a stat la baza poemului Împărat și proletar. Lucrează la un amplu poem epic Panorama deșertăciunilor.
În luna februarie a aceluiași an în câteva scrisori succesive, îl va pune pe Negruzzi la curent cu proiectele sale literare și i-l recomanda călduros pe Ioan Slavici. 
Pe data de 1 martie apare în revista Convorbiri literare poezia Mortua est, trimisă lui Negruzzi în scrisori.
Pe data de 8 aprilie Asociația România jună a studenților români din Viena ține ședință de unificare a conducerii, alegând primul său comitet, cu I. Slavici, președinte și Eminescu, bibliotecar. 
Pe data de 15 iunie, Apar în Convorbiri literare poeziile Înger de pază și Noaptea ...
Pe data de 1 august, În ședința Asociației care s-a ținut în Cernăuți, s-au desăvârșit pregătirile pentru serbarea de la Putna, fixată pentru 15/27 august. Cu această ocazie Eminescu revede locurile copilăriei și ale adolescenței sale. Se oprește chiar pe la Botoșani și Ipotești.
În numărul din 3/15 august, în ziarul Românul Eminescu publică împreună cu Pamfil Dan, membru în comitetul serbării, o scrisoare în care explică semnificația întâlnirii tineretului român în jurul mormântului lui Ștefan cel Mare.
Pe data de 1 septembrie 1872 participă la o ședință a Junimii din Iași, unde citește fragmente din Panorama deșertăciunilor, Egipetul și începutul Evului de mijloc, apoi nuvela Sărmanul Dionis. Prezența în țară a poetului este confirmată și de o scrisoare pe care Eminescu o trimite din Botoșani, în august, lui Titu Maiorescu, în care intervenea în favoarea lui Toma Micheru, pentru un concert al acestuia. 
Pe data de 7 septembrie, Mihai Eminescu citește în ședința Junimii două poezii: Înger și Demon și Floare albastră.
Pe data de 1 octombrie, poezia Egipetul apare în Convorbiri literare. 
Pe data de 1 decembrie se tipărește în revista Convorbiri literare nuvela Sărmanul Dionis.
În 1873 poetul începe să prelucreze literatură folclorică, începe să lucreze la primele versiuni la Călin (file din poveste) și Luceafărul. Pentru a-și putea asigura o existență modestă este nevoit să accepte curând un post la consulatul român de la Berlin, aflat sub conducerea lui Theodor Rosetti, mai târziu al lui N. Kretulescu. Tensiunea dintre tată și fiu l-a determinat pe poet să ceară exmatricularea și eliberarea unui certificat doveditor că până la data de 14 iulie a urmat două semestre.
Pe 1 ianuarie se retipărește în Convorbiri literare nuvela Sărmanul Dionis.
Pe data de 1 aprilie apar poeziile Înger și demon și Floare albastră în Convorbiri literare.
Pe 1 noiembrie 1874 publică în Convorbiri literare un articol despre Constantin Bălăcescu, reproducându-i multe poezii. Colaborez la Lexiconul Brockhaus cu un articol despre Arthur Schopenhauer.
Pe 1 decembrie apare poezia Împărat și proletar în Convorbirile literare.
Pe 1 februarie 1875, publică în Convorbiri literare poezia Făt-Frumos din tei.
Pe data de 9 iulie apare în Curierul de Iași, fără semnătură, schița La aniversară.
Pe 6 august apare în același ziar nuvela Cezara, retipărită și în numerele din 11, 13, 15 și 18 august.
Pe 1 septembrie apar în Convorbiri literare poeziile Melancolie, Crăiasa din povești, Lacul și Dorința.
Pe 1 noiembrie apare în Convorbiri literare poezia Călin.
Pe 1 decembrie apare în Convorbiri literare poezia Strigoii.
În anul 1877 publicistul își continuă activitatea ziaristică la Curierul de Iași. Publică cronici teatrale în legătură cu spectacolele la care asistă. Vizitează în dese rânduri casa bătrânului Micle și participă la ședințele Junimii. Anul se scurge fără ca poetul să fi publicat măcar un vers. Eminescu însă nu avea bani nici pentru o fotografie cerută de Negruzzi la Iași spre a-i pune chipul în tabloul cu portretele junimiștilor.
Pe data de 12 august, într-un articol de tip polemic, ia apărarea manualului de logică al lui Maiorescu, sub titlul Observații critice, în Curierul de Iași. 
În anul 1878 va avea o activitate ziaristică intensă. Abia dacă participă la ședințele săptămânale de la Maiorescu și de la Mite Kremnitz. Venirea lui Rossi în București îi ocupă serile. 
În data de 28 ianuarie, sub titlul Reprezentațiile Rossi publică în Timpul o scurtă cronică teatrală.
Pe 1 martie va publica în Convorbiri literare poeziile Povestea codrului, Povestea teiului, Singurătate și Departe sunt de tine, trimise la numeroase insistențe din partea lui Iacob Negruzzi.
Pe 16 aprilie publică în Timpul un foileton, Paștele, care îl impresionează pe Caragiale atât încât peste cincisprezece ani avea să-l reproducă în Moftul român (1893).
Pe 26 mai citește acasă la Titu Maiorescu poezii, prezent fiind și Vasile Alecsandri, sărbătoritul de la Montpellier pentru ginta latină. 
În luna iulie, urmînd sfatul medicului, își ia concediu de la ziar și pleacă la Florești, Dolj la moșia lui Nicolae Mandrea. Aici traduce, din însărcinarea Ministerului Cultelor și Învățăturilor Publice, tomul întâi al scrierii Fragmente din istoria românilor de Eudoxiu Hurmuzaki, apărută de curând în nemțește.
În 1879 crește în intensitate pasiunea pentru Mite Kremnitz, căreia îi predă lecții de limba română și-i oferă în manuscris poezia Atât de fragedă. Faptul îl alarmează pe Maiorescu, după cum reiese dintr-o însemnare a criticului din ziua de 1 iunie: „Grea epocă Eminescu“. Se afundă din ce în ce mai mult în munca de gazetar. În redacție are un rol preponderent, dar obositor. Satisface cererile repetate ale lui Negruzzi și-i trimite la Iași poezii care se publică în Convorbiri literare:
Pe 1 februarie publică un grupaj de trei poezii Pajul Cupidon..., O, rămâi, Pe aceeași ulicioară...
Pe 1 septembrie apar alte trei poezii De câte ori, iubito..., Rugăciunea unui dac și Atât de fragedă...
Pe 1 octombrie în aceeași revistă vor apărea alte poeme, sonetul Afară-i toamnă, Sunt ani la mijloc, Când însuși glasul, Freamăt de codru, Revedere, Despărțire și Foaia veștedă.
Pe1 aprilie 1880 - Apare în Convorbiri literare poezia O, mamă...
Pe parcusul anului 1881 deși era complet absorbit de activitatea ziaristică, găsește totuși timp și revizuiește nuvela Cezara, a cărei ultimă formă o încredințează lui Maiorescu, între filele unei broșuri care conținea balada lui Schiller, Mânușa, tradusă în treisprezece limbi; în românește de Eminescu. Tot în acest an lucrează la desăvârșirea Luceafărului și la diversele forme din Mai am un singur dor.
Pe 1 februarie publică Scrisoarea I în Convorbiri literare.
Pe data de 18 martie îi scrie tatălui său, bolnav fiind, cerându-i iertare că nu poate veni să-l vadă. „Negustoria de gogoși și de brașoave” îl ține strâns de „dugheană”. Se plânge că-i e „acru sufletul de cerneală și de condei„. Totodată îi scrie și lui Negruzzi, spunând că nu găsește un minut liber spre a răspunde la scrisorile primite. Îl anunță însă că prin Maiorescu i-a trimis Scrisoarea III, pe care a citit-o de mai multe ori la Junimea bucureșteană. Pe 28 martie, seara, Titu Maiorescu citește Scrisoarea III în cenaclul Junimii, la Iași. Pe 1 aprilie criticul publică Scrisoarea II în Convorbiri literare, iar pe 1 mai, se tipărește Scrisoarea III.
Pe data de 1 septembrie, se încheie ciclul Scrisorilor cu publicarea în Convorbiri literare a poeziei Scrisoarea IV.
Pe 8 octombrie 1882, poetul citește și corectează poemul „Luceafărul” împreună cu Maiorescu, pe care îl prezintă șlefuit la Junimea.
Pe 23 martie 1883, La ședința Junimii, Maiorescu semnalizează prezența lui Iosif Vulcan. Probabil cu această împrejurare, Eminescu i-a dat acestuia textul următoarelor poezii care au apărut în Familia în cursul lunilor următoare. Pentru aceste poezii Eminescu a primit un mic onorar, singurul cu care a fost răsplătit în toată activitatea sa literară.
Pe24 aprilie apare S-a dus amorul..., pe 15 mai Când amintirile..., pe 5 iunie, Adio, pe 17 iulie, Ce e amorul?, pe 28 august , celebrul poem Pe lângă plopii fără soț..., pe 13 noiembrie , Și dacă...
În luna aprilie, poemul Luceafărul, în românește, vede lumina tiparului în Almanahul societății studențești România jună din Viena.
Pe 4 iunie, Timpul anunță plecarea la Iași a lui Eminescu, pentru a asista în calitate de corespondent al ziarului la serbarea dezvelirii statuii lui Ștefan cel Mare. Își regăsește vechii prieteni, I. Creangă și Miron Pompiliu. Cu această ocazie citește junimiștilor din Iași, strânși în casa lui Iacob Negruzzi, poezia Doină.
Pe 1 iulie se tipărește în Convorbiri literare poezia Doină.
În luna august, revista Convorbiri literare reproduce poezia Luceafărul tipărită inițial în Almanahul de la Viena.
Pe data de 14 octombrie - Alecsandri citește la Ateneul Român piesa Fântâna Blanduziei. Fondurile strânse din vânzarea biletelor, în valoare de 2,000 lei, sunt adăugate contribuției amicilor pentru plecarea lui Eminescu.
În 21 decembrie 1883 îi apare la Socec volumul Poezii, cu o prefață și cu texte selectate de Titu Maiorescu, și portretul autorului (e singurul volum tipărit în timpul vieții lui Eminescu). Volumul cuprinde și 26 de poezii inedite.
În 1884 , revista Convorbiri literare în numerele din lunile ianuarie și februarie îi publică douăzeci și una din cele douăzeci și șase de poezii, publicate ca inedite în volumul de la Socec.
Pe data de 12 februarie, apare poezia Din noaptea... în revista Familia, ultima din grupul celor date lui Iosif Vulcan în primăvara anului precedent.
În 1885, Apare la editura Socec ediția a II-a a volumului de poezii, cu același conținut. Eminescu continuă modesta slujbă la bibliotecă și predă lecții la școala comercială. 
În luna iulie apare poezia Sara pe deal în "Convorbiri literare".
Pe data de 1 ianuarie 1886 publică în revista Epoca ilustrată publică Dalila (fragment). Poezia apare postum în întregime în Convorbiri literare la 1 februarie 1890. 
Pe data de 2 martie, România liberă informează despre o conferință publicată lui Vlahuță asupra lui Eminescu, lăudând poeziile și criticând aspru pe cei care au avut alte păreri asupra lor. 
Pe data de 15 martie, albumul literar al societății studenților universitari Unirea îi publică poezia Nu mă-nțelegi
În luna decembrie, apare în revista Convorbiri literare poezia La steaua.
Pe data de 1 februarie, 1887 apare în Convorbiri literare poezia De ce nu-mi vii iar pe data de 1 iulie, apare în Convorbiri literare poezia Kamadeva.
În luna decembrie 1888 participă la apariția revistei Fântâna Blanduziei, unde scrie articole la 4 și 11 decembrie, semnând cu inițiale.
Pe data de 25 decembrie, se anunță în revistă apariția volumului de poezii, ediția a III-a, cu un adaos de trei poezii față de edițiile precedente: La steaua, De ce nu-mi vii și Kamadeva.
În luna octombrie1889, va fi trimisă la tipar ediția a IV-a a volumului de poezii de la Socec, cu un studiu al lui Titu Maiorescu, intitulat Poetul Eminescu.

## Introducere în opera poetică eminesciană
Opera poetică eminesciană are o zonă antumă, a poemelor publicate în timpul vieții marelui poet, și o alta postumă, a poemelor publicate după moartea sa.

## Opera antumă
Dacă privim opera poetică a lui Mihai Eminescu din perspectiva comparativă a istoriei literare și ținând cont de criteriul cronologic, poetul face parte din ceea ce, în Europa, poartă numele de a doua generație romantică, sau romantică târzie. Activitatea literară a lui Eminescu se întinde pe ceva mai mult decât zece ani. 
Eminescu este un poet român tradițional, absorbind toate elementele literaturii antecedente. Toate temele lui decurg din tradiția românească, în timp ce înrâuririle străine aduc numai nuanțe și detalii. Este evidentă, deci, pentru oricine s-a apropiat de un poet de mărimea lui Eminescu, necesitatea sublinierii deosebirilor, de exemplu față de Leopardi, menită să alunge echivocul dat de un amalgam de tipare și teme, care se deduce în mod greșit din faptul că poetul este contemporan acelei generații romantice. 
Eminescu, care a compus oda în metru antic și a evocat pasărea Phoenix și pe Artemis, e departe de a fi realizat sforțările spre clasicitate pe care le făceau romanticii. Dacă în încercările juvenile mai apăreau construcții în ruină sau piscuri de cremene cu înfățișare de pagodă, în versurile de maturitate apele liricei eminesciene sunt suprafețele lacustre informe, străine de ochiul plastic al artistului. Peisajul preferat al lui Eminescu este pădurea, dar nu ca idilă, ci ca trecere în cosmos, în lumea stelelor. Natura este liniștită, ea șoptește, murmură, apele plâng, izvoarele tremură peste pietre. Vraja sonoră a versurilor se obține prin 3repetiții

## Motive eminesciene
Deși legată de tradiția națională, poezia lui Eminescu se înscrie în contextul european, se recunosc mai ales afinitățile cu lirica germană, puse în evidență mai ales de studiile lui George Călinescu, Tudor Vianu sau Zoe Dumitrescu Bușulenga. Unele versuri eminesciene par să izvorească din Trost in Tränen a lui Goethe, Luceafărul, deși cu rădăcini în folclorul românesc, amintește de poemul Teilung der Welt al lui Schiller sau de Hyperion al lui Hölderlin, iar pesimismul din Scrisori își are originea în lectura operei lui Schopenhauer, Welt als Wille und Vorstellung ("Lumea ca voință și reprezentare"). Dacă, pe de o parte, Eminescu apare adânc impregnat de esențele cele mai ancestrale ale poeziei populare, pe de altă parte, din acea tradiție el culege și desvoltă chiar instanțele unui instrument foarte eficient pentru procesul de unificare lingvistică și culturală de care burghezia nu se putea lipsi, dacă voia să-și vadă încununat cu succes efortul său revoluționar în domeniul politic și economic. Dar dacă a atinge prin propria inspirație izvoarele poeziei populare este un postulat romantic, rezultatul la care ajunge Eminescu nu mai este unul romantic stricto sensu. Ceea ce în poezia populară apare atenuat de retorica proprie genului, va găsi la Eminescu o definiție în termeni de autoconștiință critică, seducția anihilării abandonează ficțiunea personajului și capătă glas uman, acela al poetului, care nu mai întruchipează doar lupta generoasă a eroului romantic împotriva mediocrității epocii, ci și dorul arzător de eliberare de sub tirania voinței de a fi, sursa permanentei nevoi de împlinire. Aceasta este, dincolo de aparența dorinței amoroase, tema secretă a poeziei Dorința, dorința secretă sugerată de versurile:
Adormind de armonia
Codrului bătut de gânduri,
Flori de tei deasupra noastră
Or să cadă rânduri-rânduri.
Pe această linie se înscrie și tensiunea pioasă din Rugăciunea unui dac și memorabilă cadență din Împărat și proletar: "că vis al morții-eterne e viața lumii-ntregi". Sau, "o, moartea-i un secol cu sori înflorit", în durerosul imn al jalei eterne din Mortua est, "și te privesc nepăsător / c-un rece ochi de mort", din Pe lângă plopii fără soț, "setea liniștii eterne" din Scrisoarea a IV-a, "nu credeam să învăț a muri vreodată" din Odă (în metru antic), "dor de moarte", voluptatea morții din Peste vârfuri sau din Scrisoarea a I-a :
Peste câte mii de valuri stăpânirea ta străbate,
Când plutești pe mișcătoarea mărilor singurătate,
Și pe toți ce-n astă lume sunt supuși puterii sorții
Deopotrivă-i stăpânește raza ta și geniul morții.
În această direcție specifică, Mai am un singur dor este mai mult decât o declarație poetică, fiind un crez ontologic, totul concentrat în optativul inițial, "să mă lăsați să mor". Ca și în Miorița, propria anulare a eului postulează pătrunderea acestuia în realitatea naturală, în universul vegetal, mineral și animal, vis evocat în mod sublim și în basmul filozofic al Luceafărului. 
O asemenea intuiție se ascunde în vocația stingerii la Eminescu, care-l leagă de anumite prezențe în realitatea înconjurătoare, prima fiind aceea a teiului care devine sălașul lui poetic, ba chiar sfânt, tei care cu freamătul ramurilor sale, cu ploaia de flori, este mereu cel care oficiază ritul de auto-înmormântare pe care poetul îl înscenează. Teiul este deci sacru, de o sfințenie care-i oferă prilejul de a fi un mijloc de apropiere de adevăr. Teiul este un arbore al somnului, arborele morții. Pădurile de flori, în care fiecare floare e ca un arbore, iar crinul ca o urnă, "florăria de giganți", constituiesc un arhanghelism muzical cu linii prelungi și transparente, în care întâlnim o încetinire paradisiacă a mișcărilor de stil dantesc.
În ceea ce privește istoria, ea nu este prezentă în opera lui Eminescu ca sursă de inspirație primară, întrucât lui Eminescu îi lipsește credința în devenire, înțeleasă ca manifestare a unui principiu logic, sub a cărui egidă să se desfășoare nestingherit drumul către perfecțiune al speciei umane. Acolo unde tematica istorică este prezentă, ca în cazul Scrisorii a III-a, apare ca o presupunere a unei integrități morale a oamenilor din vremurile trecute. Ideea poetică stăruitoare este stagnarea timpului. 
În Scrisori este multă filozofie. Geneza din Scrisoarea a I-a are desfășurarea mitului. Ca în La steaua, gândul cade în câmpurile experienței, mintea se înspăimântă și legea străbaterii luminii siderale devine un mister producător de fioruri poetice. Scrisoarea a II-a se nutrește aproape numai din sarcasm, din contrastul dimensional. Labilitatea de sentiment, trecerea bruscă de la contemplație la violență, de la șoaptă la declamație constituie lirismul predominant al poeziei. Adversitatea materiei față de produsul spiritului îl convinge să renunțe la luptă sub cea mai sardonică amenințare:
De-oi urma să scriu în versuri, teamă mi-e ca nu cumva
Oamenii din ziua de-astăzi să mă-nceap-a lăuda.
Dacă port cu ușurință și cu zâmbet a lor ură,
Laudele lor desigur m-ar mâhni peste măsură.
Scrisoarea a III-a trăiește dintr-o indignare furioasă, cu lirism maxim, întors de la extatic la grandios.
Erotica lui Eminescu nu e mistică, depășește metafora în care femeia nu-i decât un simbol al fericirii paradisiace. Asta nu înseamnă că la Eminescu nu se întâlnesc atitudini sublimate, dar erotica sa se întemeiază pe "inocență", nu pe virginitatea serafică, inconștientă de păcat. Perechea nu vorbește și nu se întreabă. Amețită de mediul încojurător, ea cade într-o uimire, numită de poet "farmec" (Floare albastră, Lasă-ți lumea, Iubind în taină):
Pe cărare 'n bolți de frunze,
Apucând spre sat în vale,
Ne-om da sărutări pe cale,
Dulci ca florile ascunse.
Cu o suflare răcorești suspinu-mi,
C'un zâmbet faci gândirea-mi să se 'mbete,
Fă un sfârșit durerii - vin la sânu-mi.
Nu se poate trece cu ușurință peste problema fonetismelor moldovenești. Astăzi însă știe oricine că Eminescu este tot atât al Moldovei cât și al întregului pământ românesc și al lumii întregi. Nu putem modifica limba lui Eminescu, așa cum n-o modificăm nici pe-a lui Neculce, a lui Creangă ori a lui Sadoveanu, pitorescul lor reprezintă o etapă din istoria limbii române.
Poezia lui Eminescu este cu mult prea complexă pentru a fi limitată la tiparele acestui articol. E mult mai profitabil a interpreta textele eminesciene nu ca fiind operă de final a unei perioade virtual încheiate în anii maturității sale, ci ca o creație care pășește pe drumul poeziei viitoare, ba chiar al poeziei iminente.

## Opera poetică postumă
Unii specialiști eminescologi (ca Petru Creția, între alții, sau Ion Negoițescu) au accentuat valoarea operei poetice postume a lui Eminescu. Virgil Nemoianu făcea distincția între două romantisme aplicabile și eminescianismului poetic, unul de tip Biedermaier, de salon, de expresie franceză în principiu, ca în poezia antumă (selecție făcută în spiritul vremii de Maiorescu însuși) și un romantism înalt, de tip germanic sau englez (comparabil cu poemele lui John Keats, Byron, Shelley, la care se adaugă Novalis, Hölderlin etc., romantici cu largi meditații metafizice, înalte, estetizante).